# Dębsk (Mława)
Dębsk [pronunciación en polaco: /dɛmpsk/] es un pueblo en el distrito administrativo de Gmina Szydłowo, dentro del Distrito de Mława, Voivodato de Mazovia, en el centro-este de Polonia. Se encuentra aproximadamente 5 kilómetros al noreste de Szydłowo, 9 kilómetros al este de Mława, y 106 kilómetros al norte de Varsovia.